# KHAZAD
KHAZAD — в криптографії симетричний блоковий шифр, розроблений двома криптографами: бельгійцем Вінсентом Рейменом (автор шифру Rijndael) і бразильцем Пауло Баррето. В алгоритмі використовуються блоки даних розміром 64 біта (8 байт) і ключі розміром 128 біт. KHAZAD був представлений на європейському конкурсі криптографічних примітивів NESSIE 2000 року, де в модифікованій (tweaked) формі став одним із алгоритмів-фіналістів (але не переможцем).
Попередником алгоритму KHAZAD вважається розроблений в 1995 р. Вінсентом Рейменом і Джоаном Дайменом шифр SHARK. Автори KHAZAD стверджують, що в основі алгоритму лежить стратегія розробки криптографічно стійких алгоритмів шифрування (Wide-Trail strategy), запропонована Джоаном Дайменом.
Алгоритм KHAZAD має консервативні параметри і створений для заміни існуючих шифрів з 64-бітним блоком, таких як IDEA і DES, забезпечуючи вищий рівень безпеки при високій швидкості виконання.[джерело не вказане 3026 днів]
У шифрі широко використовують інволюційні перетворення, що мінімізує різницю між алгоритмами шифрування і дешифрування.

## Опис шифру
KHAZAD — ітеративний блоковий шифр з розміром блоку 64 біта і 128-бітним ключем. Вхідний блок даних подається у вигляді рядка з 8 байт.
S-блок і матриця перемішування вибрані таким чином, який гарантує, що шифрування і розшифрування — одна і та ж операція (інволюція), за винятком раундових підключів.
KHAZAD, як і алгоритм AES (Rijndael), належить до сімейства блокових шифрів, що утворилися від шифру SHARK.
Основні відмінності від SHARK наведені в таблиці:
|                                                                                  | SHARK | KHAZAD                                                            |
| -------------------------------------------------------------------------------- | --- | ----------------------------------------------------------------- |
| Кількість раундів                                                                | 6 | 8                                                                 |
| Розклад (розширення) ключа                                                       | Афінне перетворення, отримане в результаті роботи шифру в режимі зворотнього зв'язку по шифрованому тексту                        | Схема Фейстеля, де функцією Фейстеля є раундова функція шифру     |
| Неприведений многочлен поля {\displaystyle {\displaystyle \mathbb {GF} (2^{8})}} | {\displaystyle {\displaystyle x^{8}+x^{7}+x^{6}+x^{5}+x^{4}+x^{2}+1}} (0x1F5)                                                     | {\displaystyle {\displaystyle x^{8}+x^{4}+x^{3}+x^{2}+1}} (0x11D) |
| Реалізація S-блоку                                                               | Відображення {\displaystyle u\rightarrow u^{-1}}у полі {\displaystyle {\displaystyle \mathbb {GF} (2^{8})}} + афінне перетворення | Рекурсивна структура P — і Q-мініблоків                           |
| Реалізація матриці перемішування                                                 | Код Ріда-Соломона | Інволюційний MDS-код                                              |

Початковий варіант шифру KHAZAD (названий KHAZAD-0) зараз є застарілим. Поточний (фінальний) вид шифру був модифікований («tweaked»), щоб адаптувати його під апаратну реалізацію. У цій формі KHAZAD і був визнаний фіналістом NESSIE. Модифікація не торкнулася базової структури шифру. У ньому S-блок, який спочатку генерувався повністю випадково (без чіткого визначення будь-якої внутрішньої структури), замінений на рекурсивну структуру: новий блок заміни 8x8 складений з маленьких псевдовипадково генеруючих 4x4 міні-блоків (P- і Q-блоки).

## Структура алгоритму

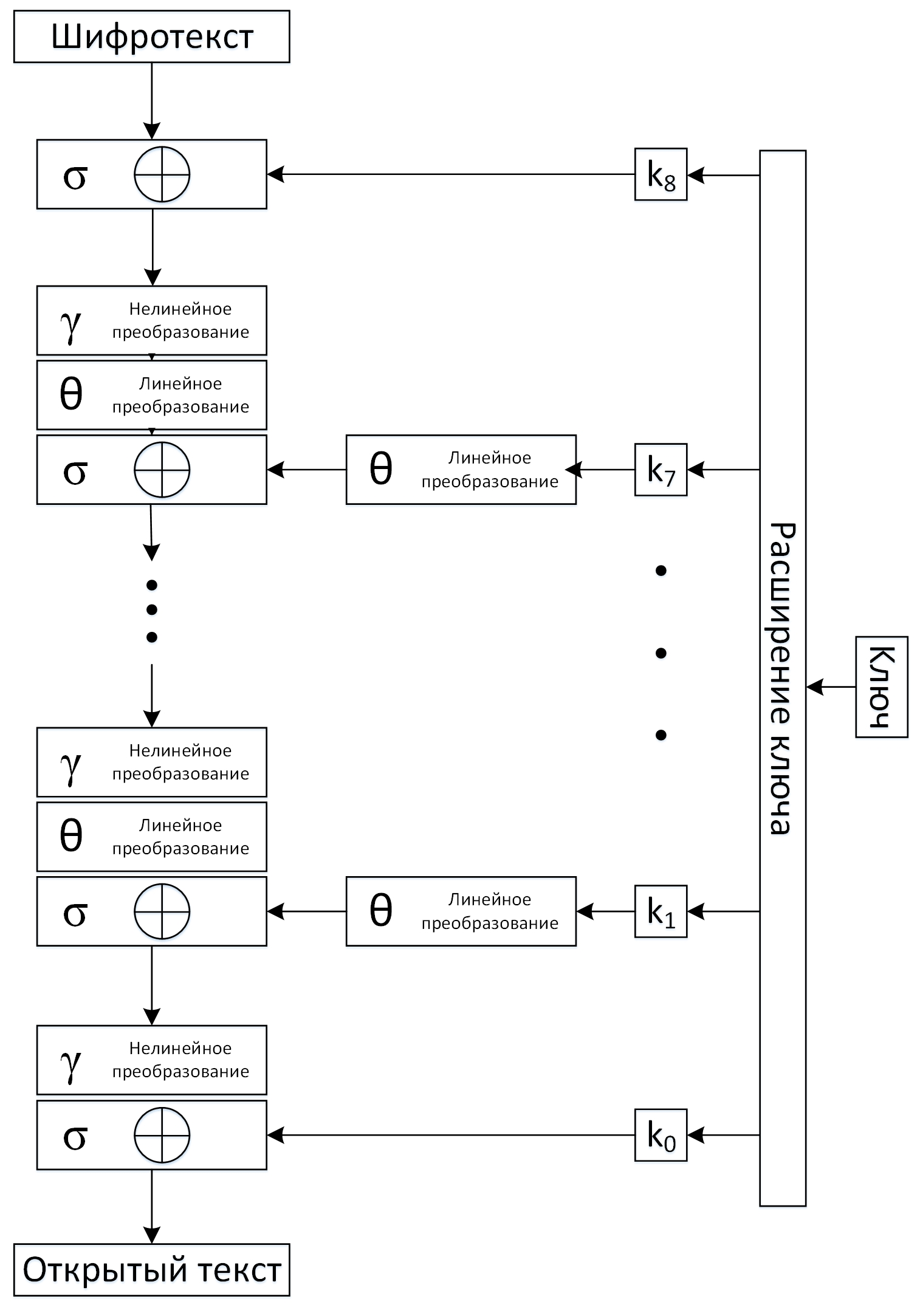
Структура алгоритму розшифрування

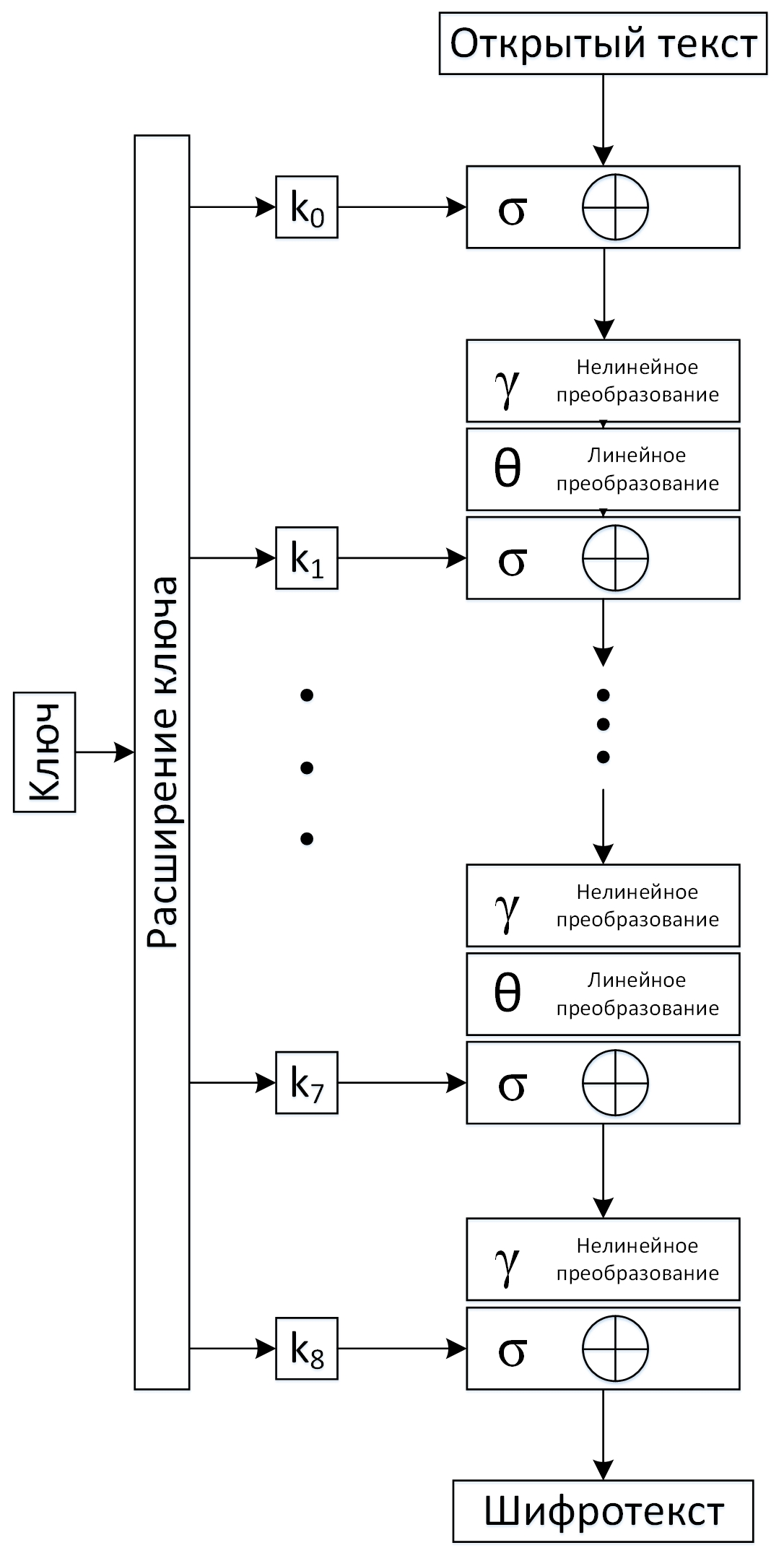
Структура алгоритму шифрування

Застосуванням до ключа процедури розширення ключа отримують набір раундових ключів 
Алгоритм включає 8 раундів, кожен з яких складається з 3 етапів:
- нелінійне перетворення {\displaystyle \gamma }
- лінійне перетворення {\displaystyle \theta }
- додавання раундового ключа {\displaystyle \sigma }

Перед першим раундом виконується відбілювання — {\displaystyle \sigma (k_{0})}. Операція {\displaystyle \theta } не виконується в останньому раунді.
В операторному вигляді алгоритм записується наступним чином: Шифрування: {\displaystyle {\displaystyle (\sigma [k_{8}]\circ \gamma )\circ (\sigma [k_{7}]\circ \theta \circ \gamma )\circ ...\circ (\sigma [k_{1}]\circ \theta \circ \gamma )\circ \sigma [k_{0}]}}
Розшифрування
: {\displaystyle {\displaystyle (\sigma [k_{0}]\circ \gamma )\circ (\sigma [\theta (k_{1})]\circ \theta \circ \gamma )\circ ...\circ (\sigma [\theta (k_{7})]\circ \theta \circ \gamma )\circ \sigma [k_{8}]}}
Набір раундовий ключів
{\displaystyle k_{0}...k_{8}} отримують шляхом застосування до ключа шифрування
{\displaystyle K} процедури розширення ключа.

## Структура раунду
Перетворення раунду можна записати так:
{\displaystyle \rho [k]=\sigma [k]\circ \theta \circ \gamma } .

### Нелінійне перетворенняγ{\displaystyle \gamma }
У кожному раунді вхідний блок розбивається на менші блоки по 8 байт, які незалежно піддаються нелінійному перетворенню (зміні), тобто паралельно проходять через однакові S-блоки (кожен S-блок — 8x8 біт, тобто 8 біт на вході і 8 біт на виході). Блоки заміни у вихідному і модифікованому (tweaked) шифрі розрізняються. Блок заміни підібраний таким чином, щоб нелінійне перетворення було інволюційним, тобто {\displaystyle \gamma =\gamma ^{-1}} або {\displaystyle \gamma (\gamma (x))=x}.

### Лінійне перетворенняθ{\displaystyle {\displaystyle \theta }}
8-байтний рядок даних множиться побайтно на фіксовану матрицю {\displaystyle H} розміру 8 х 8, причому множення байт проводиться в полі Галуа {\displaystyle \mathbb {GF} (2^{8})} з поліномом, що не приводиться
 {\displaystyle {\displaystyle x^{8}+x^{4}+x^{3}+x^{2}+1}} (0x11D).
{\displaystyle \theta (x)=x\times H}
| 1 | 3 | 4 | 5 | 6 | 8 | B | 7 |
| 3 | 1 | 5 | 4 | 8 | 6 | 7 | B |
| 4 | 5 | 1 | 3 | B | 7 | 6 | 8 |
| 5 | 4 | 3 | 1 | 7 | B | 8 | 6 |
| 6 | 8 | B | 7 | 1 | 3 | 4 | 5 |
| 8 | 6 | 7 | B | 3 | 1 | 5 | 4 |
| B | 7 | 6 | 8 | 4 | 5 | 1 | 3 |
| 7 | B | 8 | 6 | 5 | 4 | 3 | 1 |

У вищезгаданому полі Галуа матриця {\displaystyle H} є симетричною ({\displaystyle a_{ij}=a_{ji}}, {\displaystyle H=H^{T}}) і ортогональною ({\displaystyle H^{-1}=H^{T}}). Тобто {\displaystyle H^{-1}=H} і перетворення, що задається цією матрицею є інволюцією: {\textstyle \theta (\theta (x))=x\times H\times H=x\times H\times H^{-1}=x\times E=x}, де {\displaystyle E} — одинична матриця

### Накладення раундового ключаσ[ki]{\displaystyle {\displaystyle \sigma [k_{i}]}}
Над 64-бітний блок даних і 64-бітним раундовим ключем виконується побітова операція XOR.

## Розширення ключа

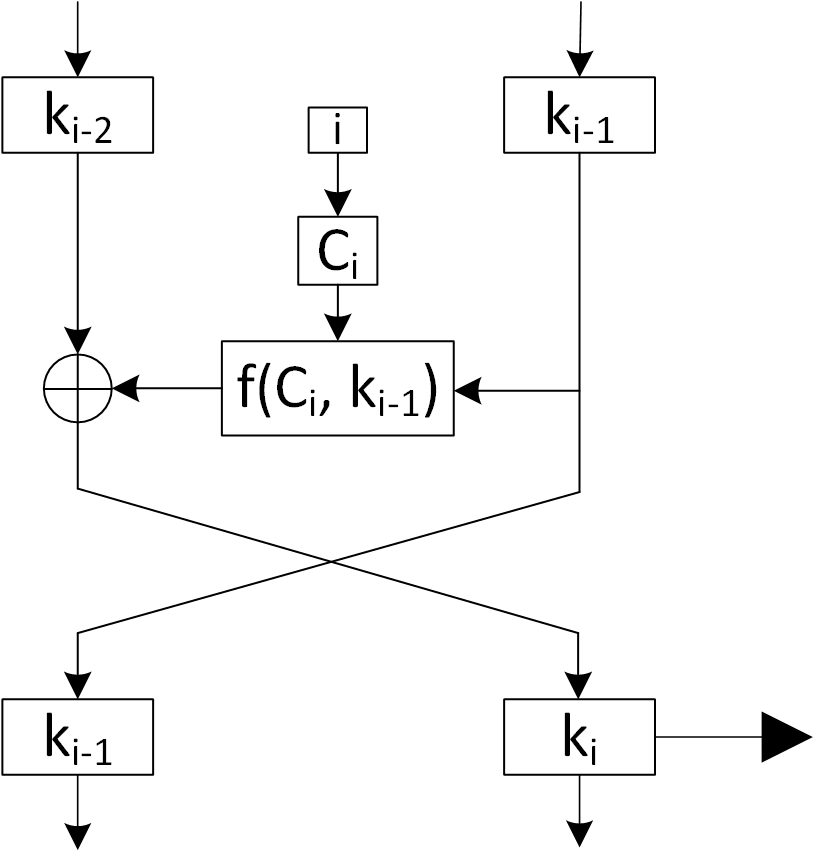
Комірка Фейстеля отримання раундового ключа k_{i}

128-бітний (16-байтний) ключ {\displaystyle K} розбивається на 2 рівні частини:
- {\displaystyle {\displaystyle k_{-1}}} — старші 8 байт (з 15-го по 8-ий)
- {\displaystyle {\displaystyle k_{-2}}} — молодші 8 байт (з 7-го по 0-ий)

Ключі {\displaystyle k_{0}...k_{8}} обчислюються за схемою Фейстеля:
{\displaystyle k_{i}=f(C_{i},k_{i-1})\oplus k_{i-2}}
Тут:
{\displaystyle {\displaystyle f(x,y)}} — функція раунду алгоритму з вхідним блоком {\displaystyle x} і ключем {\displaystyle y}.
{\displaystyle {\displaystyle C_{i}}} — 64-бітова константа, {\displaystyle j}-тий байт якої становить {\displaystyle C_{i}^{j}=S(8i+j)}.

## Структура нелінійного перетворення і модифікація шифру

### Оригінальний шифр
У первісному варіанті шифру (KHAZAD-0) таблична заміна представлялася класичним S-блоком і описувалася наступною матрицею:
|   | 0  | 1  | 2  | 3  | 4  | 5  | 6  | 7  | 8  | 9  | A  | B  | C  | D  | E  | F  |
| 0 | A7 | D3 | E6 | 71 | D0 | AC | 4D | 79 | 3A | C9 | 91 | FC | 1E | 47 | 54 | BD |
| 1 | 8C | A5 | 7A | FB | 63 | B8 | DD | D4 | E5 | B3 | C5 | BE | A9 | 88 | 0C | A2 |
| 2 | 39 | DF | 29 | DA | 2B | A8 | CB | 4C | 4B | 22 | AA | 24 | 41 | 70 | A6 | F9 |
| 3 | 5A | E2 | B0 | 36 | 7D | E4 | 33 | FF | 60 | 20 | 08 | 8B | 5E | AB | 7F | 78 |
| 4 | 7C | 2C | 57 | D2 | DC | 6D | 7E | 0D | 53 | 94 | C3 | 28 | 27 | 06 | 5F | AD |
| 5 | 67 | 5C | 55 | 48 | 0E | 52 | EA | 42 | 5B | 5D | 30 | 58 | 51 | 59 | 3C | 4E |
| 6 | 38 | 8A | 72 | 14 | E7 | C6 | DE | 50 | 8E | 92 | D1 | 77 | 93 | 45 | 9A | CE |
| 7 | 2D | 03 | 62 | B6 | B9 | BF | 96 | 6B | 3F | 07 | 12 | AE | 40 | 34 | 46 | 3E |
| 8 | DB | CF | EC | CC | C1 | A1 | C0 | D6 | 1D | F4 | 61 | 3B | 10 | D8 | 68 | A0 |
| 9 | B1 | 0A | 69 | 6C | 49 | FA | 76 | C4 | 9E | 9B | 6E | 99 | C2 | B7 | 98 | BC |
| A | 8F | 85 | 1F | B4 | F8 | 11 | 2E | 00 | 25 | 1C | 2A | 3D | 05 | 4F | 7B | B2 |
| B | 32 | 90 | AF | 19 | A3 | F7 | 73 | 9D | 15 | 74 | EE | CA | 9F | 0F | 1B | 75 |
| C | 86 | 84 | 9C | 4A | 97 | 1A | 65 | F6 | ED | 09 | BB | 26 | 83 | EB | 6F | 81 |
| D | 04 | 6A | 43 | 01 | 17 | E1 | 87 | F5 | 8D | E3 | 23 | 80 | 44 | 16 | 66 | 21 |
| E | FE | D5 | 31 | D9 | 35 | 18 | 02 | 64 | F2 | F1 | 56 | CD | 82 | C8 | BA | F0 |
| F | EF | E9 | E8 | FD | 89 | D7 | C7 | B5 | A4 | 2F | 95 | 13 | 0B | F3 | E0 | 37 |

Дана таблиця повністю еквівалентна тій, що використовується в алгоритмі Anubis (ще один алгоритм, розроблений та поданий на конкурс NESSIE тими ж авторами).

#### Принцип вибору S-блоку
Будь-яка булева функція {\displaystyle f:GF(2)^{n}\rightarrow GF(2)} може бути подана
у вигляді поліному Жегалкіна (алгебраїчна нормальна форма). Нелінійним порядком функції {\displaystyle f} називається порядок полінома Жегалкіна, тобто максимальний з порядків її членів.
Якщо {\displaystyle \alpha \in GF(2)^{n}}, введемо функцію {\displaystyle l_{\alpha }=\bigoplus _{i=0}^{n-1}\alpha _{i}\cdot x_{i}}, {\displaystyle {\displaystyle l_{\alpha }:GF(2)^{n}\rightarrow GF(2)}}
Блок заміни — це відображення {\displaystyle GF(2^{n})\rightarrow GF(2^{n})}. Також, на нього можна дивитися як на відображення {\displaystyle GF(2)^{n}\rightarrow GF(2)^{n}}.
{\displaystyle {\displaystyle S[x]=(s_{0}(x),...,s_{n-1}(x))}}, де {\displaystyle GF(2)^{n}\rightarrow GF(2)^{n}}
Нелінійний порядок S-блоку {\displaystyle S} — {\displaystyle \nu _{s}} — мінімальний нелінійний порядок серед усіх лінійних комбінацій компонентів {\displaystyle S}: {\displaystyle {\displaystyle \nu _{s}\equiv \min _{\alpha \in GF(2)^{n}}\nu (l_{\alpha }\circ S)}}
{\displaystyle {\displaystyle \delta }}-параметр S-блоку: {\displaystyle {\displaystyle \delta _{S}\equiv 2^{-n}\cdot \max _{a\neq 0,b}\{c\in GF(2^{n})\mid S[c\oplus a]\oplus S[c]=b\}}}значення {\displaystyle 2^{n}\cdot \delta } називається диференціальною рівномірністю {\displaystyle {\displaystyle S}}
Кореляція двох булевих функцій {\displaystyle {\displaystyle c(f,g)\equiv 2^{1-n}\cdot \{x\mid f(x)=g(x)\}-1}}
{\displaystyle {\displaystyle \lambda }}-параметр S-блоку: {\displaystyle {\displaystyle \lambda _{S}\equiv \max _{(i,j)\neq (0,0)}\left\vert c(l_{i},l_{j}\circ S)\right\vert }}
У шифрі KHAZAD-0 використовується псевдорандомний згенерований S-блок, що відповідає наступним вимогам:
- повинен бути інволюцією
- {\displaystyle {\displaystyle \delta }}-параметр не повинен перевищувати значення {\displaystyle {\displaystyle 8\times 2^{-8}}}
- {\displaystyle {\displaystyle \lambda }}-параметр не повинен перевищувати значення {\displaystyle {\displaystyle 16\times 2^{-6}}}
- нелінійний порядок {\displaystyle \nu } повинен бути максимальним, а саме, рівним 7

### Модифікований шифр
Користуючись можливістю незначної зміни алгоритму протягом першого раунду конкурсу, автори Khazad також внесли зміни в свій алгоритм. В новому варіанті специфікації алгоритму вихідний алгоритм Khazad названий як Khazad-0, а назва Khazad присвоєна модифікованому алгоритму. (Панасенко С. П. «Алгоритми шифрування. Спеціальний довідник»)
У модифікованій версії шифру S-блок 8x8 змінений і представлений рекурсивною структурою, що складається з міні-блоків P і Q, кожен з яких є маленьким блоком заміни з 4 бітами на вході і виході (4x4).
Рекурсивна структура блоку заміни в модифікованому шифрі KHAZAD:
Дана структура P — і Q-мініблоків еквівалентна S-блоку з наступною таблицею заміни:
| u    | 0 | 1 | 2 | 3 | 4 | 5 | 6 | 7 | 8 | 9 | A | B | C | D | E | F |
| P(u) | 3 | F | E | 0 | 5 | 4 | B | C | D | A | 9 | 6 | 7 | 8 | 2 | 1 |

| u    | 0 | 1 | 2 | 3 | 4 | 5 | 6 | 7 | 8 | 9 | A | B | C | D | E | F |
| Q(u) | 9 | E | 5 | 6 | A | 2 | 3 | C | F | 0 | 4 | D | 7 | B | 1 | 8 |

|   | 0  | 1  | 2  | 3  | 4  | 5  | 6  | 7  | 8  | 9  | A  | B  | C  | D  | E  | F  |
| 0 | BA | 54 | 2F | 74 | 53 | D3 | D2 | 4D | 50 | AC | 8D | BF | 70 | 52 | 9A | 4C |
| 1 | EA | D5 | 97 | D1 | 33 | 51 | 5B | A6 | DE | 48 | A8 | 99 | DB | 32 | B7 | FC |
| 2 | E3 | 9E | 91 | 9B | E2 | BB | 41 | 6E | A5 | CB | 6B | 95 | A1 | F3 | B1 | 02 |
| 3 | CC | C4 | 1D | 14 | C3 | 63 | DA | 5D | 5F | DC | 7D | CD | 7F | 5A | 6C | 5C |
| 4 | F7 | 26 | FF | ED | E8 | 9D | 6F | 8E | 19 | A0 | F0 | 89 | 0F | 07 | AF | FB |
| 5 | 08 | 15 | 0D | 04 | 01 | 64 | DF | 76 | 79 | DD | 3D | 16 | 3F | 37 | 6D | 38 |
| 6 | B9 | 73 | E9 | 35 | 55 | 71 | 7B | 8C | 72 | 88 | F6 | 2A | 3E | 5E | 27 | 46 |
| 7 | 0C | 65 | 68 | 61 | 03 | C1 | 57 | D6 | D9 | 58 | D8 | 66 | D7 | 3A | C8 | 3C |
| 8 | FA | 96 | A7 | 98 | EC | B8 | C7 | AE | 69 | 4B | AB | A9 | 67 | 0A | 47 | F2 |
| 9 | B5 | 22 | E5 | EE | BE | 2B | 81 | 12 | 83 | 1B | 0E | 23 | F5 | 45 | 21 | CE |
| A | 49 | 2C | F9 | E6 | B6 | 28 | 17 | 82 | 1A | 8B | FE | 8A | 09 | C9 | 87 | 4E |
| B | E1 | 2E | E4 | E0 | EB | 90 | A4 | 1E | 85 | 60 | 00 | 25 | F4 | F1 | 94 | 0B |
| C | E7 | 75 | EF | 34 | 31 | D4 | D0 | 86 | 7E | AD | FD | 29 | 30 | 3B | 9F | F8 |
| D | C6 | 13 | 06 | 05 | C5 | 11 | 77 | 7C | 7A | 78 | 36 | 1C | 39 | 59 | 18 | 56 |
| E | B3 | B0 | 24 | 20 | B2 | 92 | A3 | C0 | 44 | 62 | 10 | B4 | 84 | 43 | 93 | C2 |
| F | 4A | BD | 8F | 2D | BC | 9C | 6A | 40 | CF | A2 | 80 | 4F | 1F | CA | AA | 42 |

З таблиць легко помітити, що в первісному варіанті, так і в модифікованому S-блоки є інволюційними, тобто {\displaystyle S(S(x))=x}.

## Безпека
Передбачається, що KHAZAD є криптостійким настільки, наскільки криптостійким може бути блоковий шифр з даними довжинами блоку і ключа.
Це передбачає, крім іншого, наступне:
- найбільш ефективною атакою на знаходження ключа шифру KHAZAD є повний перебір.
- отримання з даних пар відкритий текст—шифротекст, інформації про інші такі пари не може бути здійснено більш ефективно, ніж знаходження ключа методом повного перебору.
- очікувана складність пошуку ключа методом повного перебору залежить від бітової довжини ключа і дорівнює {\displaystyle 2^{127}} стосовно до шифру KHAZAD.

Такий великий запас надійності закладався в шифр з урахуванням всіх відомих атак.

Існують атаки лише на скорочений варіант шифру з 5 раундами (Frédéric Muller, 2003).
|                                                                  | Як видно, ніяких скільки-небудь серйозних проблем з криптостійкості алгоритму Khazad виявлено не було, що зазначено і експертами конкурсу NESSIE. Крім того, експертами відзначена досить висока швидкість шифрування даного алгоритму. Khazad був визнаний перспективним алгоритмом, вельми цікавим для подальшого вивчення, але не став одним з переможців конкурсу через підозри експертів, що структура алгоритму може містити приховані вразливості, які можуть бути виявлені в майбутньому. |
| — Панасенко С. П. "Алгоритмы шифрования. Специальный справочник" | |

## Доступність
|   | Шифр KHAZAD не був (і ніколи не буде) запатентований. Він може використовуватися безкоштовно для будь-яких цілей. |
| — | |

## Назва
Шифр названий на честь Казад-дума (Khazad-dûm) або Морії — величезного підземного королівства гномів в Імлистих горах Середзем'я з трилогії Дж. Р. Р. Толкіна «Володар перснів».